# Lumină firavă
Lumină firavă este un film românesc din 2013 regizat de Florina Dumitrache. Rolurile principale au fost interpretate de actorii Amalia Ciolan, Dorin Andone.

## Prezentare
Într-un vechi apartament, Victor și Marta așteaptă sfârșitul lumii, în timp ce luminile din jurul lor se sting. Atmosfera de afară devine din ce în ce mai apăsătoare.

## Distribuție
Distribuția filmului este alcătuită din:
- Dorin Andone — Victor
- Olga Taisia Podaru — Doamna Doina
- Andrei Epure
- Amalia Ciolan — Marta
- Vlad Gorneanu
- Marius Manole — Ionuț